# Villa Armand
La villa Armand est une voie du 18e arrondissement de Paris, en France.

## Situation et accès
La villa Armand est une voie publique située dans le 18e arrondissement de Paris. Elle débute au 96, rue Joseph-de-Maistre et se termine en impasse.

## Origine du nom

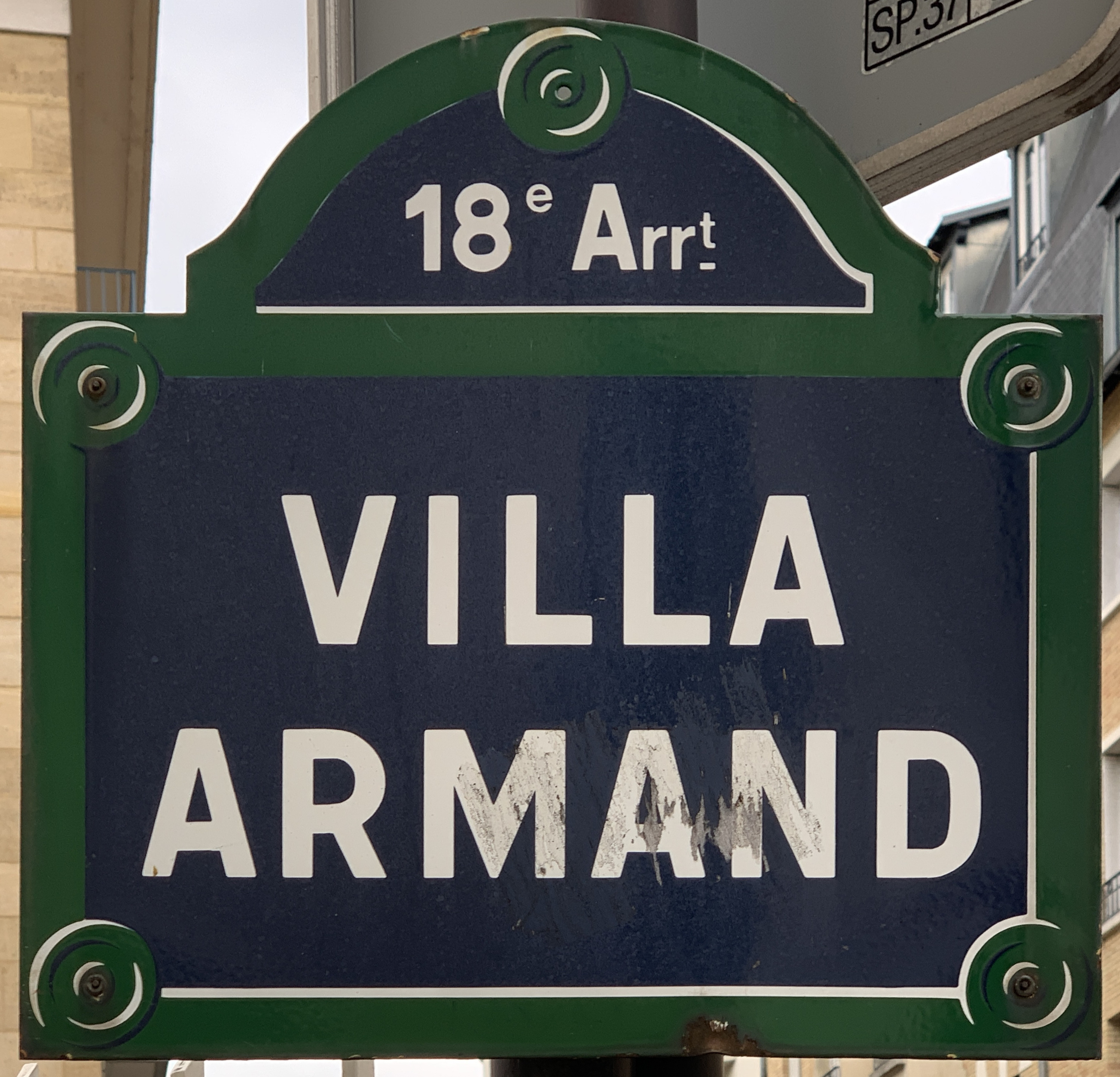
Plaque de la voie.

Cette voie est nommée d'après le nom du propriétaire des terrains.

## Historique
Cette voie est ouverte sous sa dénomination actuelle en 1901 puis elle est classée dans la voirie parisienne par un arrêté municipal du 29 juin 1993.